# Új-Skócia
Új-Skócia (latinul: Nova Scotia, ez az angol neve is; franciául: Nouvelle-Écosse, skót gaelül: Alba Nuadh) Kanada tartománya a délkeleti partvidéken, az ország második legkisebb tartománya. A régió központja és egyben a tartomány székhelye Halifax.

## Földrajza
A tartomány legnagyobb része az Új-Skóciai-félszigeten terül el, melyet az Atlanti-óceán határol. Nyugaton a Fundy-öböl választja el Új-Brunswicktól. Hozzá tartozik a Breton-foki-sziget és a kisebb Sable-sziget, amely a hajóroncsairól híres.

Domborzat
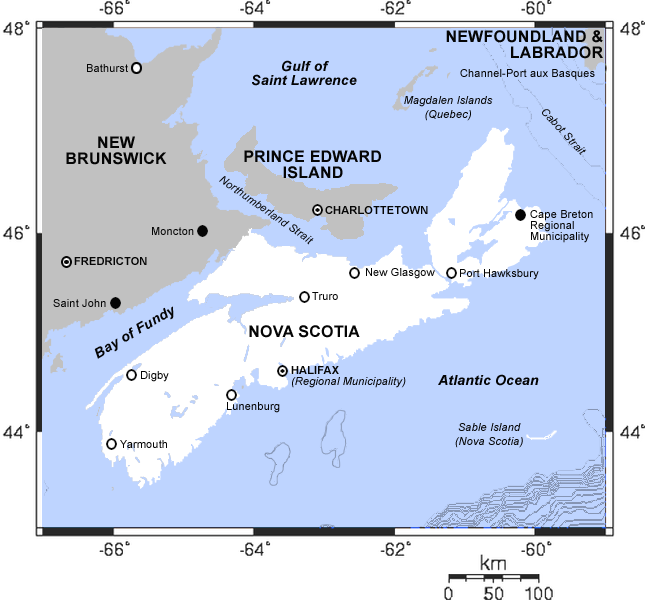
Földrajzi nevek
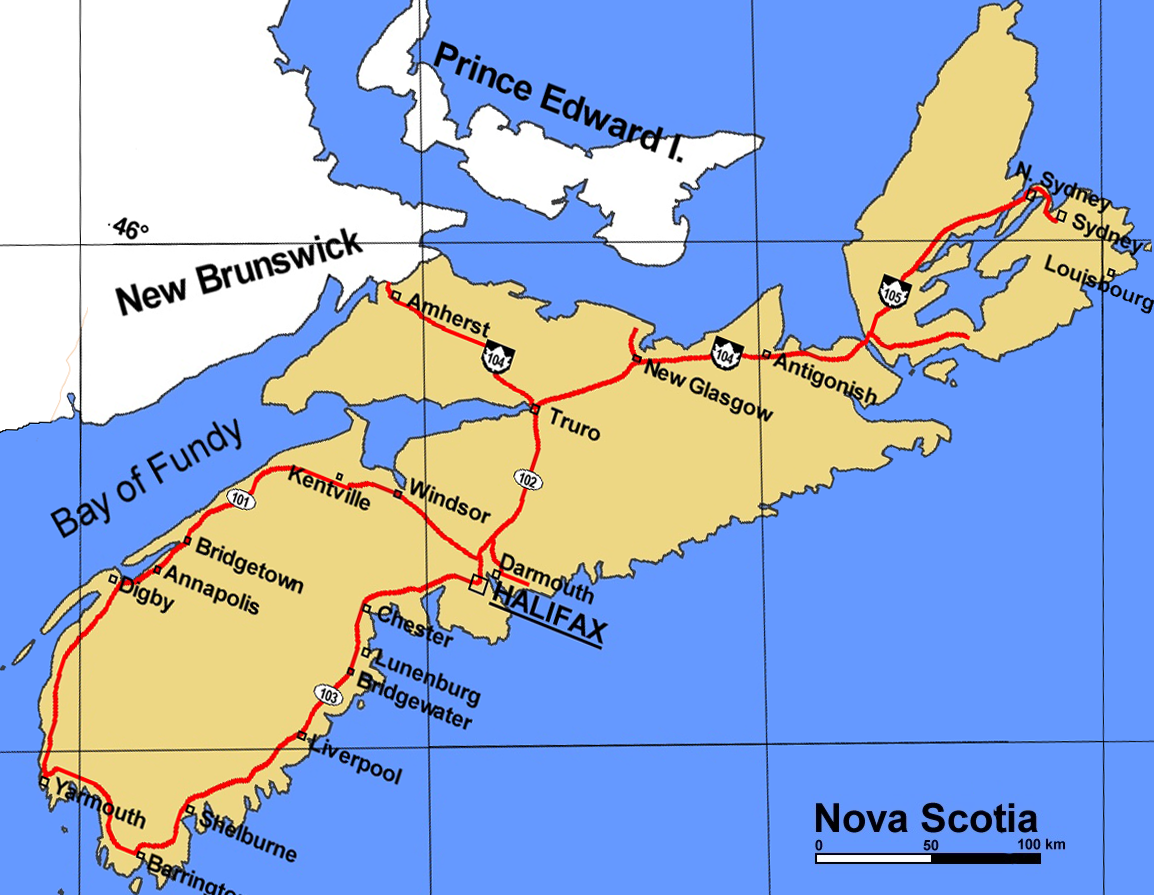
Közlekedési térkép

## Történelem
I. Jakab angol király azért alapított 1625-ben az "Új-Skócia baronet" címet egy külön örökletes nemesi rendben, hogy támogassa Új-Skócia benépesítését és fejlesztését. Az így adományozott baronet (nem báró) címek egyfajta ösztönzők voltak az Új-Skóciába való betelepülés támogatására, és azok kapták meg, akik anyagilag támogatták a kolónia alapítását. A baroneteknek 2000 márkát kellett fizetniük, vagy vállalniuk kellett, hogy két éven keresztül hat telepest támogatnak. Bár Új-Skóciában kaptak földbirtokokat, sok esetben az eredeti kolónia nem maradt fenn, és a baronet rang inkább szimbolikus maradt.
A területet először a franciák gyarmatosították. 1710-ben került brit birtokba, de egy ideig még katolikus francia lakossága volt. A népesség akkor cserélődött ki, amikor 1757 és 1763 között a britek kitelepítették a franciákat és Új-Angliából hoztak helyükre telepeseket. Az amerikai függetlenségi háború idején sok, az angolok oldalán harcoló amerikai (lojalista) menekülni kényszerült. Közülük mintegy harmincezer embert Nova Scotia-ban telepítettek le az indiánoktól elvett földre.
A 19. században a gyarmat gazdaságának fő ágazata a fahajók építése volt. Nemzetközi jelentőségű cégek működtek ebben az iparágban. Gazdaságilag a legvirágzóbb korszak az amerikai polgárháború ideje volt, amikor mindkét hadviselő féllel kereskedtek.
Új-Skócia alapító tagja volt Kanadának 1867-ben.

## Népesség

### Legnépesebb települések
| Kép         | Rang | Város       | Megye       | Népesség | Rang | Város       | Megye      | Népesség | Kép        |
| ----------- | ---- | ----------- | ----------- | -------- | ---- | ----------- | ---------- | -------- | ---------- |
| Halifax     | 1.   | Halifax     | Halifax     | 439 819  | 11.  | Antigonish  | Antigonish | 15 101   | Kings      |
| Halifax     | 2.   | Cape Breton | Cape Breton | 93 694   | 12.  | Inverness   | Inverness  | 13 239   | Kings      |
| Halifax     | 3.   | Kings       | Kings       | 47 918   | 13.  | Truro       | Colchester | 12 954   | Kings      |
| Halifax     | 4.   | Colchester  | Colchester  | 36 044   | 14.  | Chester     | Lunenburg  | 10 693   | Kings      |
| Halifax     | 5.   | Lunenburg   | Lunenburg   | 24 863   | 15.  | Queens      | Queens     | 10 422   | Kings      |
| Cape Breton | 6.   | East Hants  | Hants       | 22 892   | 16.  | Yarmouth    | Yarmouth   | 10 067   | Colchester |
| Cape Breton | 7.   | Pictou      | Pictou      | 20 676   | 17.  | New Glasgow | Pictou     | 9 471    | Colchester |
| Cape Breton | 8.   | Cumberland  | Cumberland  | 19 964   | 18.  | Amherst     | Cumberland | 9 404    | Colchester |
| Cape Breton | 9.   | West Hants  | Hants       | 19 509   | 19.  | Bridgewater | Lunenburg  | 8 790    | Colchester |
| Cape Breton | 10.  | Annapolis   | Annapolis   | 18 834   | 20.  | Richmond    | Richmond   | 8 509    | Colchester |

### Legnépesebb agglomerációk
| Agglomeráció                     | Népesség |
| -------------------------------- | -------- |
| Halifax Census metropolitan area | 465 703  |
| Cape Breton Census agglomeration | 98 318   |
| Truro Census agglomeration       | 46 157   |
| New Glasgow Census agglomeration | 34 397   |
| Kentville Census agglomeration   | 26 929   |